# 喬望尼之島
喬望尼之島是一部 2014 年的日本歷史動畫，由西久保瑞穗執導並由 Production I.G 與日本音樂事業者協會 共同製作。於2014年2月2日在日本上映，並在2014年 3月22日於紐約國際兒童影展放映。
電影中屢屢提及宮澤賢治《銀河鐵道之夜》，且借用了書中主角的名字。

## 劇情
1945年日本戰敗，蘇聯軍隊進駐北方四島，住在色丹島上的 10 歲淳平與 7 歲的弟弟寬太，在蘇聯軍對進駐後造成的混亂中與親人分離。而兄弟為了再見親人一面，所展現的親情及羈絆…

## 配音
- 瀬能純平（せのう じゅんぺい） - 橫山幸汰（日本）、穆宣名（台灣）；老年期 - 仲代達矢（日本）、李香生（台灣）
- 瀬能寛太（せのう かんた） - 谷合純矢（日本）、林沛笭（台灣）
- 瀬能辰夫（せのう たつお） - 市村正親（日本）、李香生（台灣）
- 瀬能源三（せのう げんぞう） - 北島三郎（日本）、符爽（台灣）
- 英夫（ひでお） - 中山裕介（日本）、梁興昌（台灣）
- 佐和子（さわこ） - 仲間由紀惠（日本）；八千草薫（老年）、馮嘉德（台灣）
- 達妮亞（ターニャ） - Polina Gagarina（ポリーナ・イリュシェンコ）、錢欣郁（台灣）
- 美姨（みっちゃん） - 柳原可奈子（日本）、錢欣郁（台灣）

## 影響
- 西久保瑞穗與《喬望尼之島》被收錄在曾主持Podcast節目「吉卜力圖書館」（Ghibliotheque）、撰寫《吉卜力電影完全指南》的廣播人兼作家麥可．里德（英語：Michael Leader）和製片兼作家傑克．康寧漢（英語：Jake Cunningham）著作的《日本經典動畫指南》（英語：The Ghibliotheque Anime Movie Guide: The Essential Guide to Japanese Animated Cinema），做為介紹日本動畫歷史80年期間30名位導演與30部經典動畫的案例[2]。

## 外部連結
- ジョバンニの島 公式サイト （页面存档备份，存于）
- 喬望尼之島的X（前Twitter）
- ジョバンニの島的Facebook專頁
- YouTube上的喬望尼之島播放列表

1. ↑  『キネマ旬報』2015年3月下旬 映画業界決算特別号、96頁。
2. ↑  Michael Leader, Jake Cunningham. . 博客來. 2023-08-02  [2023-08-10]. （原始内容存档于2023-08-11） （中文（臺灣））.